# Battle in Me
Battle in Me è un brano musicale del gruppo alternative rock Garbage, estratto come secondo singolo dall'album Not Your Kind of People. Nel Regno Unito è stato pubblicato come primo singolo. Battle in Me è stato trasmesso per la prima volta il 27 marzo 2012 nella trasmissione radio BBC 6 Music, mentre il giorno dopo si poteva scaricarlo in formato digitale.
Battle in Me è stato anche pubblicato in una edizione limitata nel formato 7" in un Record Store Day il 21 aprile 2012. La tiratura del vinile rosso sarà a soli 500 esemplari, e sarà sostenuto con Blood for Poppies, che è stato il primo singolo dell'album a livello internazionale.

## Tracce
Vinile 7"
1. Battle in Me – 4:15
2. Blood for Poppies – 3:40

CD singolo
1. Battle in Me − 4:15

## Pubblicazione
| Data di pubblicazione | Località                     | Etichetta  | Formato          |
| --------------------- | ---------------------------- | ---------- | ---------------- |
| 28 marzo 2012         | Irlanda                      | STUNVOLUME | Singolo digitale |
| 28 marzo 2012         | Regno Unito.                 | STUNVOLUME | Singolo digitale |
| 2 aprile 2012         | 7" vinile (Record Store Day) | STUNVOLUME |                  |
| 7 maggio 2012         | Formato TBC                  | STUNVOLUME |                  |